# Grb Albanije
Grb Albanije je adaptacija albanske zastave. Nastal je po pečatu Skenderbega. Sestavljen je iz črnega dvoglavega orla na rdeči podlagi, grb pa je obrobljen z zlatim robom. Nad glavo dvoglavega orla je zlata Skenderbegova čelada.